# Volo National Airlines 16
Il Volo National Airlines 16 era un volo passeggeri di linea nazionale (Stati Uniti) da Miami, Florida, a Lakeland, Florida, che si schiantò il 5 ottobre 1945. L'aereo era sull'ultima fase di una tratta Miami-Fort Myers-Sarasota-Saint Petersburg -Tampa-Lakeland.
Si è stabilito che la causa dell'incidente fosse una procedura di mancato avvicinamento difettosa, che ha causato il superamento della pista da parte dell'aereo e l'atterraggio nel lago Parker a circa 300 m (1.000 piedi) oltre. Due passeggeri sono annegati e molti altri sono rimasti feriti.

## Velivolo ed equipaggio
Il volo 16 era servito da un Lockheed Lodestar 18-50 che era stato prodotto nel 1942 per la United States Army Air Corps. L'aereo era di proprietà della Defense Plant Corporation ed era affittato alla National Airlines. L'aereo aveva accumulato un totale di 1798 ore di volo, di cui 628 ore dall'ultima revisione. L'aereo era una delle sole 13 varianti del Lodestar 18-50 costruite su un totale di 625 Lodestar 18.
L'aereo era pilotato dal capitano William Merrill Corry, un dipendente della National Airlines dal novembre 1943. Il capitano Corry aveva un totale di 4800 ore di volo e 851 ore su un Lockheed 18–50. Il copilota era il primo ufficiale William Hawley Conrad, un dipendente della National Airlines dal 7 maggio 1945. Il primo ufficiale Conrad aveva 5247 ore di volo, di cui 409 su un Lockheed 18-50. L'hostess era Ethel Katherine McCoy.

## Volo e incidente
L'aereo, un Lockheed 18-50 Lodestar, è partito da Miami alle 21:12. il 4 ottobre 1945, 1 ora e 15 minuti in ritardo a causa di ritardi nei voli precedenti. Il volo è proceduto normalmente durante le soste a Fort Myers, Sarasota, San Pietroburgo e Tampa. L'aereo è partito da Tampa alle 00:45 e ha proseguito verso Lakeland.
Lakeland ha segnalato 9 miglia di visibilità con nuvole sparse a 500 piedi (150 m). Alle 00:58, a sette miglia dall'aerodromo, i piloti stabilirono una discesa diretta verso la pista nord-orientale. La discesa è continuata normalmente fino a quando l'aereo ha raggiunto i 600 piedi (180 m), quando è entrato improvvisamente in una nuvola inaspettata. Ciò ha spinto il capitano a ritrarre il carrello di atterraggio e a dire al primo ufficiale che avrebbe iniziato un mancato avvicinamento e avrebbe fatto un secondo tentativo di atterraggio.
Testimoni a terra hanno osservato che l'aereo continuava lungo la pista a circa 30-40 piedi (da 9,1 a 12,2 m) sopra la superficie. Ha superato la fine della pista e ha colpito la superficie del lago Parker adiacente all'aeroporto di Lakeland a circa 300 m (1.000 piedi) oltre la fine della pista. L'aereo saltò altri 300 m (1.000 piedi), perdendo la copertura della fusoliera mentre procedeva, prima di affondare in 3 m (10 piedi) d'acqua.
Due passeggeri sono annegati. Tutti gli altri occupanti sono fuggiti dalle macerie e sono stati salvati dalla gente del posto entro trenta minuti.

## Inchiesta
Gli investigatori del Civil Aeronautics Board hanno esaminato il relitto e hanno stabilito che non si erano verificati malfunzionamenti o guasti alle apparecchiature dell'aereo. Le condizioni del relitto indicavano che l'aereo aveva colpito per la prima volta l'acqua con un Belly landing.
Il Civil Aeronautics Board ha stabilito che:
(— Civil Aeronautics Board, Docket #SA-108. Scheda n. 3452-45)
A causa della scarsa familiarità del capitano con le specifiche dell'aereo, ha aspettato troppo a lungo prima di impegnarsi nella procedura di riattaccata, condannando l'aereo poiché era necessaria un'azione immediata. Il CAB ha inoltre accertato che il pilota aveva a disposizione procedure alternative che gli avrebbero consentito di completare la manovra in sicurezza. Alla fine si è stabilito che la causa dell'incidente fosse dovuta a un errore del pilota.